# آب‌نشین‌واران
آب‌نشین‌واران (نام علمی: Libelluloidea) نام یک بالاخانواده از راسته سنجاقک‌سانان است.